# Jive Talkin'
«Jive Talkin'» es una canción de The Bee Gees, que fue #1 en el Billboard Hot 100 y alcanzó el top 5 en las listas de singles del Reino Unido en el verano de 1975. Es reconocida como la canción de "regreso" de los Bee Gees, fue su primer sencillo en el top 10 desde "How Can You Mend a Broken Heart?" en 1971.
La canción originalmente se llamaba "Drive Talking". El ritmo de la canción se inspira en el sonido que haría un coche al cruzar la Bahía Biscayne en Miami.  El productor Arif Mardin quería que la canción estuviese dirigida hacia el mercado adolescente, y sugirió el cambio a "Jive Talkin'" (La frase "jive talking", argot para "telling lies" - (Diciendo mentiras), era un popular coloquialismo también). Barry Gibb escribió la canción y después tuvo que arreglar la letra a continuación porque él había asumido que "jive talkin'" se refería a "hablar en jerga", una forma popular extrema de ebonics.  Todas las alusiones a "talking jive" fueron cambiadas, así es que estas significan "mentir", y no ebonics.
A su publicación en las estaciones de Radio, el sencillo fue entregado en una carátula blanca, sin indicaciones inmediatas del nombre de la canción o quien la cantaba. El DJ solo pudo ver que canción era y quien la cantaba cuando la puso en el tocadiscos; RSO puso en el sencillo mismo con una etiqueta el nombre del tema. 
El sonido orientado hacia el pop fue una salida de las actuales baladas por las cuales se habían hecho conocidos. Con el nuevo sonido, el público había adquirido un nuevo interés en los Bee Gees y su música. El sencillo vendió sobre el millón de copias solo en los Estados Unidos, y vendió en Canadá sobre las cien mil copias. Aunque no siendo un gran hit en el Reino Unido, fue la primera vez en tres años que un sencillo del grupo llegaba a las listas.
En 1987 esta canción fue interpretada por Boogie Box High. Boogie Box High fue un proyecto musical de Andreas Georgiou a principios de 1980, que usaba un rango de colaboraciones de voz tales como George Michael (de Wham!) o Nick Heyward (de Haircut 100). Una versión de la canción Jive Talkin' fue su hit más grande en 1987.

## Personal
- Barry Gibb - voz principal y coros, guitarra rítmica
- Robin Gibb - palmas y coros
- Maurice Gibb - bajo y coros
- Alan Kendall - guitarra principal
- Blue Weaver - sintetizadores y piano eléctrico
- Dennis Bryon - batería y cencerro